# Birgit Tengroth
Birgit Tengroth (Stoccolma, 13 luglio 1915 – Stoccolma, 21 settembre 1983) è stata un'attrice svedese.

## Filmografia parziale
- Ebberöds bank, regia di Sigurd Wallén (1935)
- Inquietudine (Dollar), regia di Gustaf Molander (1938)
- Flicka och hyacinter, regia di Hasse Ekman (1950)